# Wielki Las (rejon stoliński)
Wielki Las (biał. Вялікі Лес; ros. Великий Лес) – wieś na Białorusi, w obwodzie brzeskim, w rejonie stolińskim, w sielsowiecie Radczysk.
W dwudziestoleciu międzywojennym leżał w Polsce, w województwie poleskim, w powiecie stolińskim. Po II wojnie światowej w granicach Związku Sowieckiego. Od 1991 w niepodległej Białorusi.